# Henning von Wistinghausen
Henning von Wistinghausen (* 26. November 1936 in Kopenhagen, Dänemark) ist ein ehemaliger deutscher Botschafter in Estland, Kasachstan und Finnland. Er ist Autor mehrerer historischer Bücher.

## Leben
Henning von Wistinghausen war 36 Jahre im deutschen auswärtigen Dienst tätig, er war von 1967 bis 1969, von 1975 bis 1981 und von 1984 bis 1990 im Außenministerium (Bonn) eingesetzt. Seine ausländischen Stationen waren:

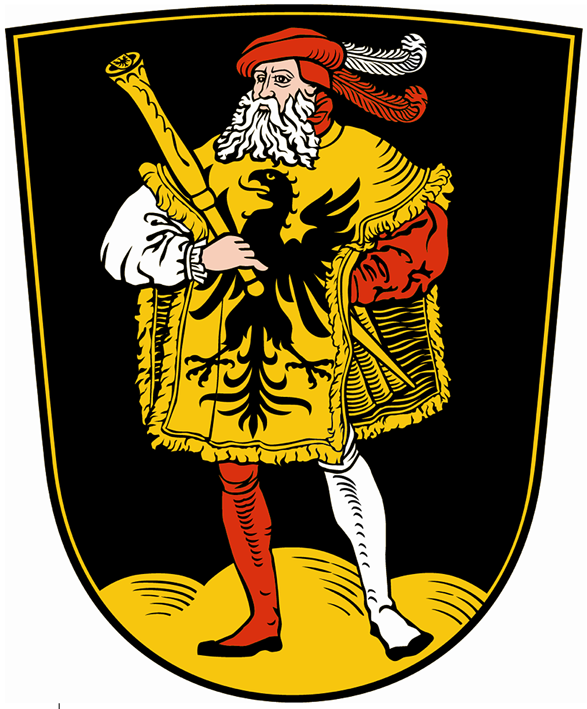
Vereinswappen HEROLD e. V.

- 1966–1967  Botschaftsattaché in Dublin, Irland
- 1969–1972  Deutsche Botschaft in Moskau, Russland
- 1972–1975  stellvertretender Missionschef in Dakar, Senegal
- 1981–1984  Internationale Energieagentur, Paris, Frankreich
- 1990–1991  Generalkonsul der Bundesrepublik Deutschland in Moskau
- 1991–1995  Botschafter in Tallinn,  Estland
- 1995–1999  Botschafter in Almaty, Kasachstan
- 1999–2001  Botschafter in Helsinki, Finnland

## Mitgliedschaften
- Korrespondierendes Mitglied im Verein Herold, einem Verein für Heraldik, Genealogie und verwandte Wissenschaften zu Berlin.
- Mitglied der Baltischen Historischen Kommission und daselbst Verfasser mehrere Schriftstücke zur Geschichte Estlands.

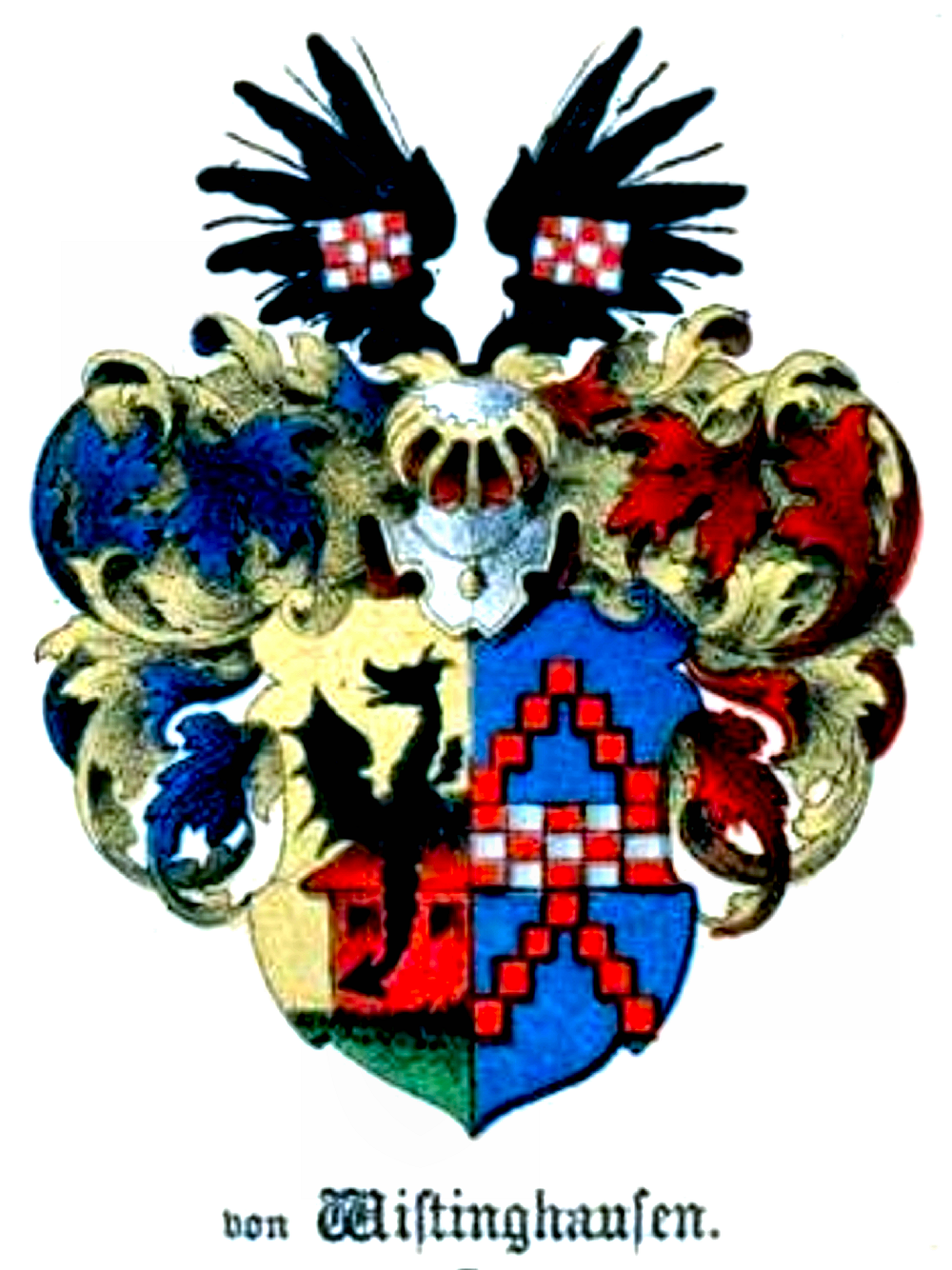
Wappen der Adelsfamilie von Wistinghausen

## Herkunft und Familie
Henning v. W. stammt aus der deutsch-baltischen Adelsfamilie von Wistinghausen, die seit der Mitte des 17. Jahrhunderts überwiegend im damaligen Reval ansässig war. Sein Vater war der frühere deutsche Diplomat und Botschafter Rudolf Eduard von Wistinghausen (* 1905 in Riga; † 1981 in Bad Honnef), seine Mutter war Ursula Breyer. Henning heiratete 1966 Monique Freifrau von Snoy, ihre Nachkommen sind: Magnus, Christian und Natalie von Wistinghausen.

## Werke
- Henning von Wistinghausen: Im freien Estland. Erinnerungen des ersten deutschen Botschafters 1991-1995. Böhlau Verlag, Köln 2004, ISBN 978-3-412-11404-6. PDF. Auszug
- Henning von Wistinghausen, Freimaurer und Aufklärung im Russischen Reich, Die Revaler Logen 1773–1820. Mit einem biographischen Lexikon. Böhlau Verlag, Köln 2016. Titel. Auszug
- Henning von Wistinghausen: Die Kotzebue-Zeit in Reval im Spiegel des Romans „Dorothee und ihre Dichter“ von Theophile von Bodisco. Tallinn 1995, ISBN 9985-60-162-9.
- Henning von Wistinghausen: Zwischen Reval und St. Petersburg. Erinnerungen von Estländern aus zwei Jahrhunderten. Verlag Anton H. Konrad, Weissenhorn 1993, ISBN 3-87437-351-7.
- Henning von Wistinghausen: Beiträge zur Geschichte der Familie von Wistinghausen. Süddeutsche Verlagsanstalt, Ludwigsburg 1957.
- Herausgeber: Versunkene Welten: Erinnerungen einer estländischen Dame. Weissenhorn 1997 (Memoiren seiner Großtante Theophile von Bodisco), ISBN 3-87437-403-3.
- „Fragmente der Erinnerung“ Beiträge zum 85. Jahrestag der Aufnahme und zum 15. Jahrestag der Wiederaufnahme der diplomatischen Beziehungen zwischen Estland und Deutschland. Als Estland 1991 seine Unabhängigkeit wiedererlangte. estemb.de(Link defekt!)
- Henning von Wistinghausen: Wistinghausen. Eine Familie zwischen West und Ost. Weißenhorn 2024. ISBN 978-3-87437-633-4.